# Котова, Татьяна Николаевна
Татья́на Никола́евна Ко́това (род. 3 сентября 1985, пос. Шолоховский, Ростовская область, РСФСР, СССР) — российская певица, актриса, телеведущая, обладательница титула «Мисс Россия 2006», бывшая солистка украинской женской поп-группы «ВИА Гра» (2008—2010).
В 2006 году завоевала титул Мисс Россия и получила возможность представлять Россию в конкурсе красоты Мисс Мира-2007 и Мисс Вселенная-2007. Была одной из фавориток в конкурсе Мисс Вселенная-2007, но не дошла до полуфинала. Татьяна Котова является третьей девушкой России, принявшей участие в обоих конкурсах красоты Мисс Вселенная и Мисс Мира.
С марта 2008 года по апрель 2010 года была солисткой группы ВИА Гра, заменив Веру Брежневу. В настоящее время занимается сольной карьерой.
С ноября 2016 года по апрель 2017 года была одной из участниц трио Queens.

## Биография

### 1985—2005: Детство и юность
Татьяна Котова родилась 3 сентября 1985 года в пос. Шолоховский Ростовской области в небольшой дружной семье.
Отец — Николай Андреевич Котов — водитель-дальнобойщик, позже стал предпринимателем.
Мать — Марина Борисовна Котова — бухгалтер, работала в банке.
У Татьяны есть младшая сестра Екатерина.
В конкурсах красоты Татьяна Котова начала принимать участие ещё в школе. В юности она стала обладательницей титулов «Мисс Осень 98» и «Мисс Очарование».
Во время учёбы на экономическом факультете ЮФУ (Южного Федерального Университета), куда Татьяна поступила по совету родителей, её заметила руководитель модельного агентства «Имидж-Элит» и пригласила на обучение по курсу «Профессиональная модель».

### 2006—2007: «Мисс Россия 2006»
Через несколько месяцев Татьяне Котовой поступило предложение принять участие в конкурсе «Лучшая модель Юга России», по итогам которого она вошла в пятёрку финалисток. Затем последовало множество конкурсов красоты и побед. В декабре 2006 года Татьяна Котова становится победительницей «Мисс Россия 2006», набрав 53 % зрительских голосов. В 2007 году она представляет Россию на международных конкурсах «Мисс Вселенная» и «Мисс Мира».

### 2008—2010: «ВИА Гра»

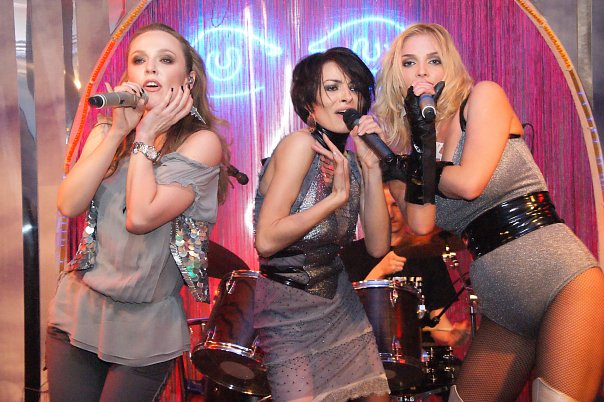
Котова (справа) в составе группы «ВИА Гра» во время концерта в городе Краснодар, 23 февраля 2010

17 марта 2008 года Татьяна Котова стала солисткой украинской поп-группы «ВИА Гра», заняв место Веры Брежневой. Дебютным клипом с участием Татьяны стало видео на песню «Я не боюсь». На момент съёмок (февраль 2008) Котова ещё не являлась участницей коллектива, поэтому клип был снят с Альбиной Джанабаевой и Меседой Багаудиновой, а эпизоды с участием Татьяны были добавлены в ролик позже. Первые выступления в составе трио состоялись в Москве, в Сангейт Порт Роял (Анталия, Турция) и в Огре (Латвия). Первой телевизионной съёмкой стал концерт, посвящённый тридцатилетию газеты «Аргументы и факты». Летом 2008 года Татьяна Котова снялась в клипах «My Emancipation» и «Американская жена» (в поддержку фильма «Стиляги»).
В начале января 2009 года в коллектив вернулась первая солистка — Надежда Грановская. В течение 2009 года трио в составе Надежда Грановская — Альбина Джанабаева — Татьяна Котова записывает два сингла «Анти-гейша» и «Сумасшедший» и снимает на них клипы, режиссёрами которых выступили Алан Бадоев и Сергей Солодкий.
21 марта 2010 года состоялось последнее выступление Татьяны Котовой в составе группы ВИА Гра на украинской «Фабрике звёзд. Суперфинал».
22 апреля 2010 года состоялась пресс-конференция, где она официально объявила о своём уходе. Татьяну заменила выпускница третьей украинской «Фабрики звёзд» — Ева Бушмина.

### С 2010: сольная карьера
В июне 2010 года Татьяна Котова снялась в роли бизнес-леди Ксении Морозовой в телесериале «А счастье где-то рядом» (реж. Василий Мищенко), который вышел в эфир весной 2011 года на телеканале «Россия-1».
В сентябре 2010 года Котова начала сольную музыкальную карьеру. Дебютной работой стала песня «Он», написанная Ириной Дубцовой. Режиссёром клипа выступил Алан Бадоев. В феврале 2011 года Котова вела программу «Скорая модная помощь» на телеканале Муз-ТВ в паре с дизайнером Максом Черницовым. 27 и 28 марта в Киеве прошли съемки клипа на второй сингл «Красное на красном» (автор Алексей Романоф), однако видео было выпущено несколько позже.
28 сентября 2011 года в Санкт-Петербурге на концерте в честь Дня первокурсника состоялось дебютное сольное выступление Котовой с композицией «Вампирица». Далее последовали выходы синглов «Облади» и «Мир для сильных мужчин».
18 апреля 2012 года состоялась премьера песни и клипа «В играх ночей» (реж. Мария Скобелева). Видео получилось достаточно провокационным, из-за чего пришлось делать цензурную версию. Ролик был представлен в номинации «Самое сексуальное видео» на Русской музыкальной премии телеканала RU. TV 2012, но награда досталась украинской певице OKSI за клип «Любить за двоих». В июле того же года в ротации музыкальных телеканалов появилось новое видео Котовой на песню «Все только начинается» (реж. Сергей Ткаченко).
18 августа 2012 года состоялась премьера песни «Хоп-хоп». 7 ноября была представлена композиция «Признание», на которую впоследствии был снят клип. 3 декабря 2012 года в Интернете появилась совместная работа с рэпером Стеном — песня «Раствориться». 4 декабря 2012 года в московском караоке-клубе «Isterika» Котова представила своё новое концертное шоу, в которое вошли как уже известные песни, так и новые композиции («Экс-любовники») и перепевки в необычной интерпретации («А я люблю военных»).
В 2013 году вышла песня «ФИОлето», в создании которой принимал участие Потап. На композицию был снят клип. В конце года Котовой поступило предложение сняться в продолжении комедийного фильма «Что творят мужчины».
В мае 2014 года вышел новый сингл «Все будет так, как хочешь ты», съемки клипа на песню состоялись в Турции, режиссёр Мария Скобелева.
17 ноября 2015 года Котова выпустила клип на композицию «Я буду сильней», режиссёром которого выступил Алан Бадоев. 4 февраля 2016 года состоялась премьера клипа на трек «Танцуй», который так же снял Алан Бадоев. 20 июля того же года вышла песня «Скажу я да».
21 июля 2017 года Котова выпустила дебютный сольный альбом «Лабиринт», в который вошли 12 композиций, написанные Максом Барских.
14 ноября 2018 года Татьяна Котова представила клип на песню «Давай со мной». 20 февраля 2019 года певица выпустила клип на композицию «Подруга», в съёмках которого, в частности, приняли участие экс-участницы группы «ВИА Гра» — Ольга Романовская и Санта Димопулос.

### Queens

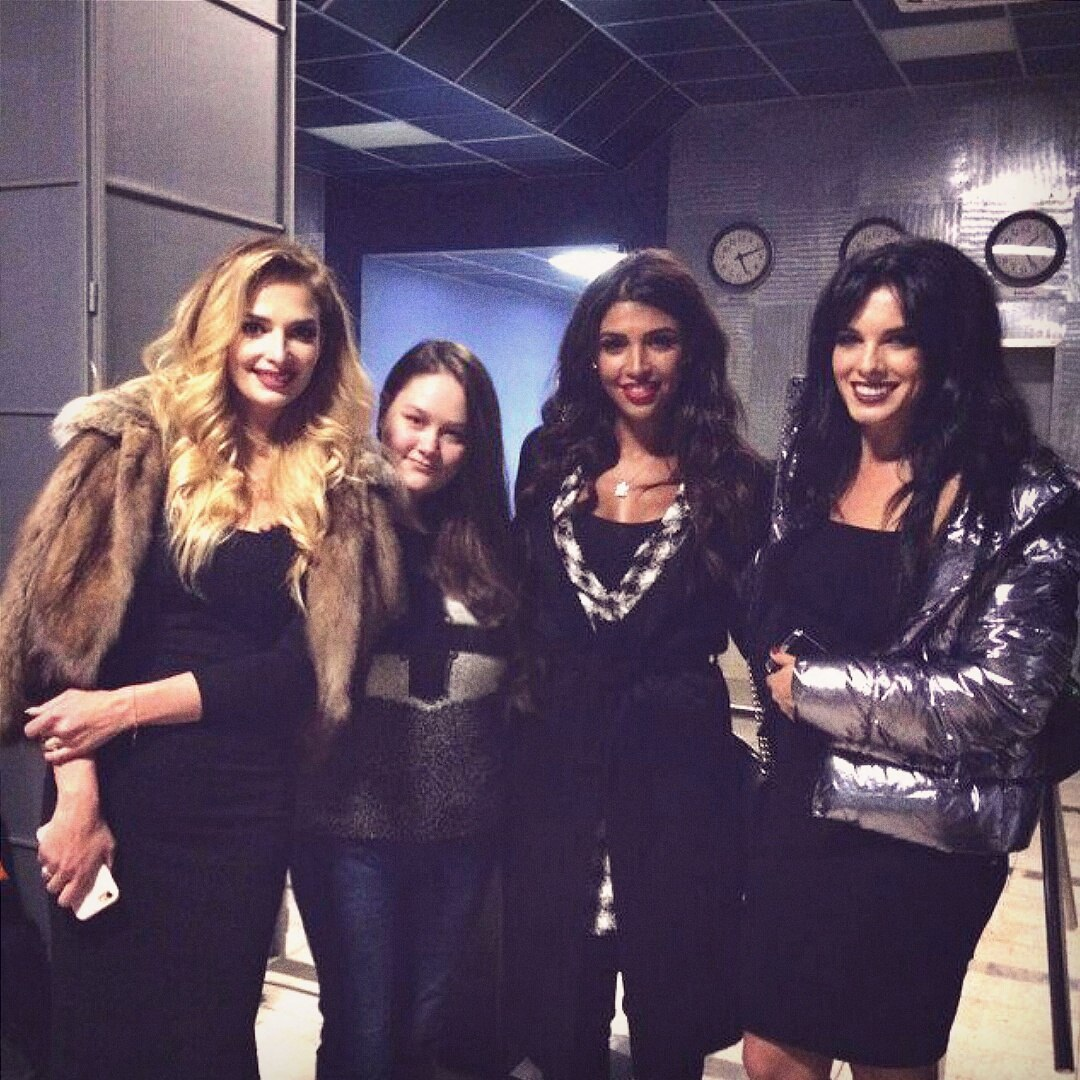
Котова (слева) в составе группы Queens и поклонница

8 ноября 2016 года стало известно об образовании новой поп-группы под продюсированием Сергея Ковалёва, в которую помимо Татьяны вошли ещё две экс-солистки «ВИА Гры»: Ольга Романовская и Санта Димопулос. 15 ноября на пресс-конференции было объявлено название группы — Queens. 19 ноября состоялась премьера дебютной песни «Зачем» на «Золотом граммофоне» в СК «Олимпийский».
В апреле 2017 года стало известно, что все три девушки покинули группу, вместо них теперь поют новые участницы, во главе с экс-солисткой группы «ВИА Гра» Кристиной Коц-Готлиб.

## Телевидение и жюри
- 2009 — ведущая конкурса красоты «Мисс Минск — 2009»[26]
- 2010 — ведущая программы «Скорая модная помощь» на Муз-ТВ[27]
- 2011 — ведущая «Дня первокурсника» в Санкт-Петербурге[28]
- 2012 — ведущая программы «NewsBox» на телеканале Russian MusicBox[29]
- 2012 — ведущая премии журнала Moda Topical «Пара года»[30]
- 2013 — жюри конкурса красоты «Супер-модель АТР»[31]
- 2015 — жюри конкурса красоты «Мисс Россия 2015»[32]
- 2015 — жюри музыкального шоу «Попади в Пропаганду»[33]
- 2016 — ведущая конкурса красоты «Мисс Россия 2016»[34]

## Общественная позиция
24 февраля 2022 года в Instagram и Facebook она призвала к миру между Россией и Украиной против вторжения России на Украину.

## Дискография

### Сольные альбомы
| Название | Информация                                                                   |
| -------- | ---------------------------------------------------------------------------- |
| Лабиринт | - Релиз: 21 июля 2017 - Лейбл: Татьяна Котова - Формат: цифровая дистрибуция |

## Синглы и чарты
| Год  | Название                       | Чарты                               | Чарты                              | Чарты                               | Чарты                             | Чарты                           | Альбом   |
| Год  | Название                       | Россия и СНГ (TopHit Общий Топ-100) | Россия (TopHit Московский Топ-100) | Украина (TopHit Украинский Топ-100) | Украина (TopHit Киевский Топ-100) | Радиочарт по заявкам TopHit 100 | Альбом   |
| ---- | ------------------------------ | ----------------------------------- | ---------------------------------- | ----------------------------------- | --------------------------------- | ------------------------------- | -------- |
| 2010 | «Он»                           | 97                                  | 119                                | —                                   | —                                 | 171                             | TBA      |
| 2012 | «Мир для сильных мужчин»       | 272                                 | —                                  | 731                                 | —                                 | 139                             | TBA      |
| 2012 | «Всё только начинается»        | 244                                 | —                                  | 662                                 | —                                 | 141                             | TBA      |
| 2012 | «Хоп-хоп»                      | 340                                 | —                                  | 849                                 | —                                 | 187                             | TBA      |
| 2013 | «Экс-любовники»                | 230                                 | —                                  | 644                                 | —                                 | 175                             | TBA      |
| 2013 | «Признание»                    | 219                                 | —                                  | 665                                 | —                                 | 105                             | TBA      |
| 2013 | «ФиоЛЕТО»                      | 172                                 | —                                  | 109                                 | 211                               | 95                              | TBA      |
| 2013 | «Не жаль»                      | 206                                 | —                                  | 516                                 | —                                 | 101                             | TBA      |
| 2014 | «Всё будет так, как хочешь ты» | 240                                 | —                                  | 510                                 | —                                 | 76                              | TBA      |
| 2014 | «За тобой»                     | 196                                 | —                                  | 702                                 | —                                 | 204                             | TBA      |
| 2015 | «Я буду сильней»               | 174                                 | —                                  | 613                                 | —                                 | 97                              | Лабиринт |
| 2016 | «Разлюбила»                    | 266                                 | —                                  | 788                                 | —                                 | 276                             | Лабиринт |
| 2016 | «Скажу я да»                   | 206                                 | —                                  | 292                                 | 196                               | 333                             | TBA      |
| 2017 | «Счастье»                      | 220                                 | —                                  | —                                   | 1126                              | 100                             | Лабиринт |
| 2017 | «Лабиринт»                     | —                                   | —                                  | —                                   | —                                 | —                               | Лабиринт |
| 2017 | «Между нами ток»               | —                                   | —                                  | —                                   | —                                 | —                               | Лабиринт |
| 2018 | «Adios»                        | —                                   | —                                  | —                                   | —                                 | —                               | TBA      |
| 2018 | «Давай со мной»                | —                                   | —                                  | —                                   | —                                 | —                               | TBA      |
| 2018 | «Мандарины»                    | —                                   | —                                  | —                                   | —                                 | —                               | TBA      |
| 2019 | «Подруга»                      | 285                                 | —                                  | —                                   | —                                 | —                               | TBA      |
| 2019 | «Танцуй, девочка!»             | —                                   | —                                  | —                                   | —                                 | —                               | TBA      |
| 2020 | «Половина»                     | —                                   | —                                  | —                                   | —                                 | —                               | TBA      |
| 2021 | «Люблю»                        | —                                   | —                                  | —                                   | —                                 | —                               | TBA      |
| 2023 | «Я буду рядом»(feat. Ashihmin) | —                                   | —                                  | —                                   | —                                 | —                               | TBA      |
| 2023 | «Отпускай»                     | —                                   | —                                  | —                                   | —                                 | —                               | TBA      |
| 2023 | «Серые глаза»                  | —                                   | —                                  | —                                   | —                                 | —                               | TBA      |

«—» песня отсутствовала в чарте

## Видеография
| Год                      | Клип                      | Режиссёр                 |
| В составе группы ВИА Гра | В составе группы ВИА Гра  | В составе группы ВИА Гра |
| ------------------------ | ------------------------- | ------------------------ |
| 2008                     | «Я не боюсь»              | Алан Бадоев              |
| 2008                     | «Emancipation»            | Алан Бадоев              |
| 2008                     | «Американская жена»       | Роман Васьянов           |
| 2009                     | «Анти-гейша»              | Алан Бадоев              |
| 2009                     | «Сумасшедший»             | Сергей Солодкий          |
| Сольная карьера          |                           |                          |
| 2010                     | «Он»                      | Алан Бадоев              |
| 2011                     | «Красное на красном»      | Сергей Ткаченко          |
| 2012                     | «В играх ночей»           | Мария Скобелева          |
| 2012                     | «Всё только начинается»   | Сергей Ткаченко          |
| 2012                     | «Признание»               | Тарас Дронь              |
| 2013                     | «Раствориться feat. Стен» | Александр Кошелев        |
| 2013                     | «ФиоЛЕТО»                 | Vesta Una                |
| 2015                     | «Неверная»                | неизвестно               |
| 2015                     | «Я буду сильней»          | Алан Бадоев              |
| 2016                     | «Танцуй»                  | Алан Бадоев              |
| 2016                     | «Разлюбила»               | Алан Бадоев              |
| 2018                     | «Adios»                   | Тарас Голубков           |
| 2018                     | «Давай со мной»           | Тарас Голубков           |
| 2019                     | «Подруга»                 | Тарас Голубков           |

## Награды и номинации
| Год  | Премия            | Категория                                          | Результат |
| ---- | ----------------- | -------------------------------------------------- | --------- |
| 2012 | Премия RU.TV 2012 | «Самое сексуальное видео» за клип «В играх ночей»  | Номинация |
| 2016 | Премия RU.TV 2016 | «Самое сексуальное видео» за клип «Я буду сильней» | Номинация |

## Фильмография
| Год  |   | Русское название               | Оригинальное название            | Роль            |
| ---- | - | ------------------------------ | -------------------------------- | --------------- |
| 2009 | ф | Новогодняя ночь 2009 на Первом | Оригинальное название неизвестно | ВИА Гра         |
| 2011 | ф | А счастье где-то рядом         | Оригинальное название неизвестно | Ксения Морозова |
| 2014 | ф | Что творят мужчины! 2          | Оригинальное название неизвестно | Кетти           |